# Veljesto
Veljesto (ou EYS "Veljesto", EYS Veljesto) est une association universitaire d'étudiants estoniens fondée le 24 février 1920 à Tartu en Estonie. 

## Histoire
Elle a été fondée par des étudiants qui ont quitté la Eesti Üliõpilaste Selts et dont les plus célèbres sont August Annist, Oskar Loorits, Harri Moora, Julius Mägiste, Ants Oras et Albert Kivikas.

## Membres
- Johannes Aavik
- August Annist
- Paul Ariste
- Aleksander Aspel
- Vivian Bohl
- Pekka Erelt
- Karlo Funk
- Tiit Hennoste
- Klaarika Kaldjärv
- Jaak Kangilaski
- Jaan Kangilaski
- Ott Kangilaski
- Bernard Kangro
- Albert Kivikas
- Jaan Kivistik
- Aavo Kokk
- Alfred Koort
- Janika Kronberg
- Mart Kuldkepp
- Marin Laak
- Eerik Laid
- Marju Lauristin
- Toomas Liivamägi
- Harry Liivrand
- Jüri Lipping
- Lembe Lokk
- Timo Maran
- Aksel Mark
- Heinrich Mark
- Harri Moora
- Julius Mägiste
- Pent Nurmekund
- Ants Oras
- Mart Orav
- Lauri Pilter
- Aare Pilv
- Linnar Priimägi
- Karl Ristikivi
- Elmar Salumaa
- August Sang
- Mari Sarv
- Fanny de Sivers
- Albert Soosaar
- Ene-Reet Soovik
- Piret Tali
- Ilmar Talve
- Heiti Talvik
- Helmut Tarand
- Mari Tarand
- Tõnu Tender
- Jaak Tomberg
- Kadri Tüür
- Voldemar Vaga
- Tarmo Vahter
- Mart Velsker
- Paul Viiding